# 廖明 (1911年)
廖明（1911年—1988年），男，江西安福人，中华人民共和国军事人物，中国人民解放军少将，曾任浙江省军区顾问。